# Kanadische Badmintonmeisterschaft 2016
Die Kanadische Badmintonmeisterschaft 2016 fand vom 2. bis zum 6. Februar 2016 in Winnipeg statt.

## Medaillengewinner
| Disziplin    | Gold                         | Silber                        | Bronze                      |
| ------------ | ---------------------------- | ----------------------------- | --------------------------- |
| Herreneinzel | Jason Ho-Shue                | Andrew D’Souza                | Timothy Chiu                |
| Dameneinzel  | Michelle Li                  | Rachel Honderich              | Brittney Tam                |
| Herrendoppel | Adrian Liu Derrick Ng        | Philippe Charron Toby Ng      | Kevin Li Nyl Yakura         |
| Damendoppel  | Rachel Honderich Michelle Li | Alexandra Bruce Phyllis Chan  | Michelle Tong Josephine Wu  |
| Mixed        | Toby Ng Alexandra Bruce      | Philippe Charron Phyllis Chan | Jason Ho-Shue Qingzi Ouyang |